# The Other One (Henry-Threadgill-Album)
The Other One ist ein Jazzalbum von Henry Threadgill. Die 2022 im Roulette Intermedium in Brooklyn entstandenen Aufnahmen erschienen im Mai 2023 auf Pi Recordings. The Other One stellt die musikalische Komponente eines großen Multimedia-Stücks dar. Die Musik selbst ist ein dreisätziges Stück mit dem Titel „Of Valence“, das dem 2021 verstorbenen Schlagzeuger Milford Graves gewidmet ist.

## Hintergrund
Henry Threadgill hatte in den letzten Jahren hat mehrere Werke für große Ensembles komponiert. Of Valence ist eine Suite mit drei Sätzen, gespielt von zwölf Musikern, wobei Threadgill dirigiert, aber nicht selbst als ausführender Musiker auftritt. Das Werk wurde 2022 im Roulette Intermedium in Brooklyn in einer Multimedia-Performance aufgeführt, die Rezitationen von Gedichten, Projektionen von Gemälden und Fotografien sowie aufgezeichnetes Filmmaterial und Chöre umfasste. Es wurde live aufgenommen und gefilmt.
Die Musik ist von der Idee Milford Graves inspiriert, den menschlichen Herzschlag in die Musik zu integrieren (er brachte Musiker in sein Studio/Labor im Keller und schloss sie buchstäblich an ein EEG an, projizierte ihren Herzrhythmus auf eine Leinwand und trug ihnen auf, mit sich selbst zu spielen). Zum Ensemble gehören Alfredo Colón und Noah Becker an den Altsaxophonen (Becker auch an der Klarinette), Peyton Pleninger am Tenorsaxophon, Sara Schoenbeck und Adam Cordero an den Fagotten, José Davila an der Tuba, David Virelles am Piano, Craig Weinrib am Schlagzeug und der Elektronik, Sara Caswell an der Violine, Stephanie Griffin an der Bratsche sowie Mariel Roberts und Christopher Hoffman an den Celli.
Satz 1, Abschnitt 1 und 2, besteht aus einem Solo-Klavierstück, eine Art Ouvertüre, gespielt von Virelles, die introspektiv beginnt und dann die Rolle des Bühnenbildes übernimmt, notierte Gary Chapin. Wie der Erzähler in Thornton Wilders Theaterstück „Unsere kleine Stadt“ (1938) „legt dieser Satz den Grundstein, bereitet auf das Kommende vor, führt durch eine Reihe flexibler zeitlicher Räume und endet mit einer Akkordfolge“. Der über 16 Minuten lange zweite Satz baut sich langsam auf – er ist nicht unterteilt – und beginnt mit einer ausgedehnten Meditation des eingebetteten Streichquartetts. Zu ihren Stimmen gesellen sich eine Reihe von Bläsern und auch Elektronik. Irgendwann kommt es zur musikalischen Raserei; der Satz endet schließlich sanft mit Pizzicato, Trommelbesen und gehauchtem Tenorsaxophon. Satz 3 beginnt erneut mit den Streichern und einer kurzen Eröffnung, bevor ein Abschnitt der „Big Band“ mit einem Altsaxophonsolo über einem [typischen] Threadgill-Feld folgt.

## Titelliste
- Henry Threadgill: The Other One (Pi Recordings PI97)[3]

Of Valence – Movement I
1. Sections 1–2 5:17
2. Section 3 1:20
3. Sections 4–4A 1:52
4. Sections 5–6 0:36
5. Sections 6A–7A 4:42
6. Sections 8–8A 1:10
7. Sections 9–11 1:30
8. Section 11 Trapset Interlude 3:08

Of Valence – Movement II
1. Movement II 16:24

Of Valence – Movement III
1. Section 11A 0:33
2. Sections 12–12B 3:16
3. Section 12B Violin Interlude 1:23
4. Section 13 1:42
5. Section 14 4:01
6. Section 15 1:17
7. Section 16 2:13
8. Section 17 2:11
9. Finale 2:23

Wenn nicht anders vermerkt, stammen die Kompositionen von Henry Threadgill.

## Rezeption
The New York Times nannte diese Musik (als sie die Live-Premiere 2022 rezensierte) „schräg tanzbar“. Dieser Metapher stimmte Gary Chapin zu, denn die Musik berühre einen, sowohl körperlich als auch emotional. Es finde ein Tanz statt, auch wechselnde Szenen eines Spaziergangs durch eine Stadt, und viele Gespräche. Die Kombination aus der Begabung der Improvisatoren und der inhärenten Unheimlichkeit von Threadgills Texten erinnere an „den Klang der Überraschung“, denn Threadgills Strukturen seien wunderbar unvorhersehbar.

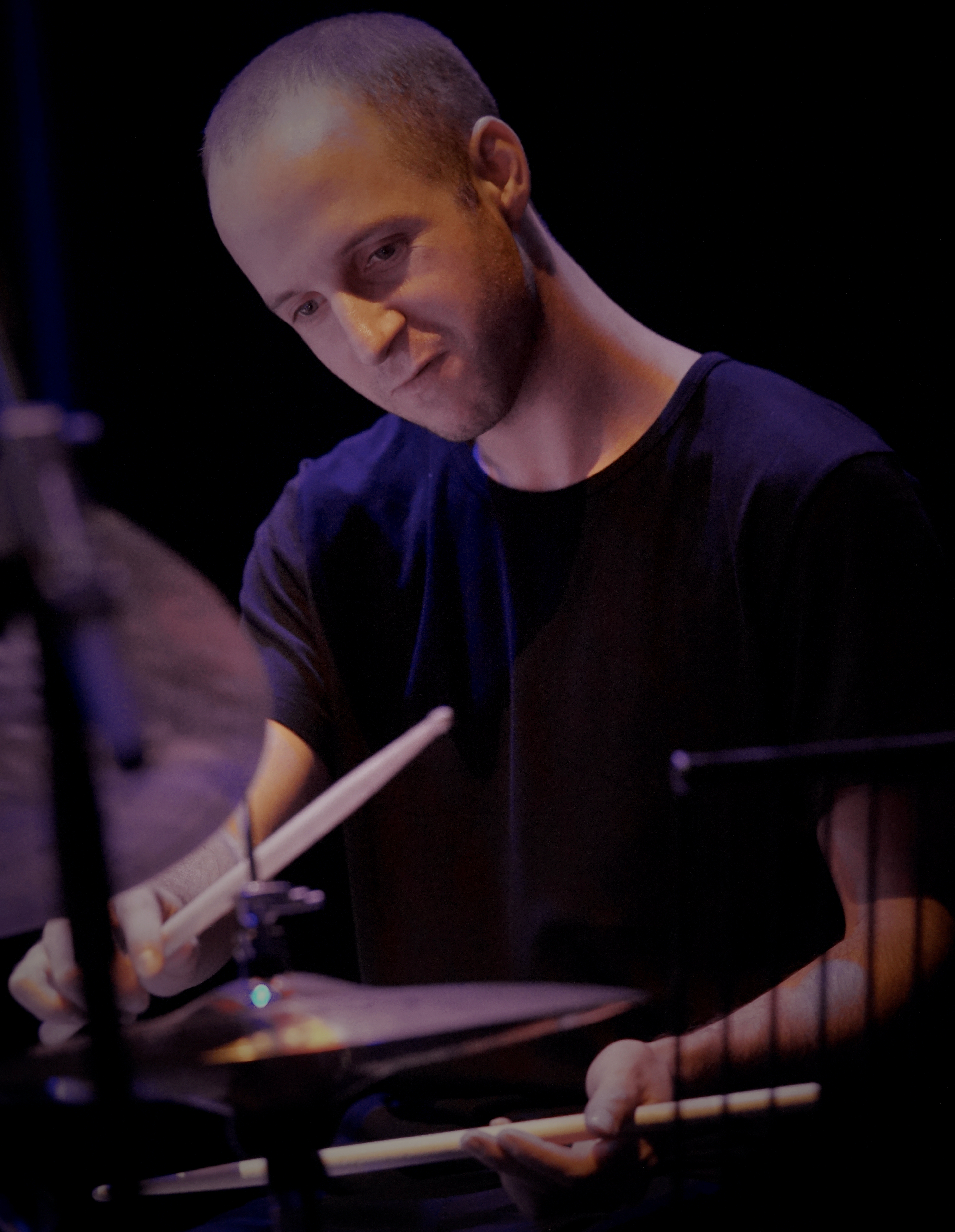
Craig Weinrib mit dem Ben van Gelder Quartet im Tivoli Vredenburg Utrecht 2018

Auch ohne die Multimedia parallel zu erleben, würde es an nichts fehlen, denn die Musik selbst habe eine großartige Fülle. Es sei eine wunderbare Aufnahme. Threadgill verwende Klangfarbe und Orchestrierung auf die gleiche Weise, wie andere Komponisten Thema und Motiv verwenden (obwohl Threadgill auch Thema und Motiv verwendet). „Dieser Zyklus von Mischungen und Klangfarben schafft ein einheitliches Ganzes der Teile, wie Ziegelsteine, die durch Mörtel zusammengehalten werden“. Man könne sagen, der Mörtel für Threadgill sei die Tuba von José Davila und das Schlagzeug von Craig Weinrib.
Phil Freeman schrieb in Ugly Beauty/Stereogum, die Musik habe eine wogende, organische Qualität, die auf eine Art und Weise abebbe und abfließe, die ein strenger metronomischer Takt nicht zulassen würde. Wie auch die früheren Threadgill-Alben [mit größeren Ensembles] Dirt...and More Dirt, In for a Penny, In for a Pound, Old Locks and Irregular Verbs und Double Up, Plays Double Up Plus sei dies ein großartiges Werk, das als Ganzes gehört werden sollte, nicht als Sammlung von Stücken. Wenn man also eine Stunde Zeit hat, sollte man [bewusst] in die Musik eintauchen.
Es gibt Zeiten während einer Aufnahme von Henry Threadgill, in denen man den Verdacht hegen könnte, dass es sich nicht um das Produkt kompositorischer Experimente handle, sondern vielmehr um das Ergebnis der Beschwörung elementarer Kräfte durch den Komponisten und deren Umsetzung, schrieb Dave Sumner in Bandcamp. Ein Beispiel dafür sei „The Other One“; erwartetbare Flugbahnen würden zerstört, als das Ensemble plötzlich innehält und in scheinbar unzusammenhängende Bilder übergeht, die seltsamerweise wie ein natürlicher Landepunkt wirken. Durch den rhythmischen Dialog entstehe im Handumdrehen ein Lexikon, das Idiome widerspiegle, die so alt sind wie die Wurzeln der Musik. Die Musik sei sowohl seltsam als auch normal, überraschend und nachvollziehbar, alt und neu.